# Phonognatha neocaledonica
Espèce
Synonymes
- Phonognatha graeffei neocaledonica Berland, 1924

Phonognatha neocaledonica est une espèce d'araignées aranéomorphes de la famille des Araneidae.

## Distribution
Cette espèce est endémique de Nouvelle-Calédonie. Elle se rencontre sur la Grande Terre.

## Description
Le mâle décrit par Kallal et Hormiga en 2018 mesure 4,47 mm et la femelle 9,11 mm, les femelles mesurent de 9,11 à 10,19 mm.

## Systématique et taxinomie
Cette espèce a été décrite sous le protonyme Phonognatha graeffei neocaledonica par Berland en 1924. Elle est placée élevée au rang d'espèce par Kallal et Hormiga en 2018.

## Étymologie
Son nom d'espèce lui a été donné en référence au lieu de sa découverte, la Nouvelle-Calédonie.

## Publication originale
- Berland, 1924 : « Araignées de la Nouvelle-Calédonie et des iles Loyalty. » Nova Caledonia. Forschungen in Neu-Caledonien und auf den Loyalty-Inseln. Recherches scientifiques en Nouvelle-Calédonie et aux Iles Loyalty, A. Zoologie, vol. 3, p. 159-255 (texte intégral).